# 馬麟 (右通政)
馬麟，河南巩县（今河南省巩义市）人，明朝政治人物。

## 生平
洪武末年为工科给事中，建文年间因罪谪云南为吏。明成祖即位，将建文朝所罢官员官复原职，马麟得以召还。进授兵科都给事中。馬麟无所建树，好谄谀，专以攻击告发别人为能事。成祖时间久了也讨厌他，对马麟等说：“奏牍一字之误也告发，太烦碎了。伪谬改正即可，不必奏闻。”马麟等上言：“奏内有不称臣之人，不可宽宥。”成祖说：“那也是偶有脱漏。言官当陈奏军国大务，细故可略去。”之后，擢升为右通政。成祖一日对侍臣说：“四方频频上奏水旱，朕很不能安宁。”马麟回答：“水旱是天数，尧、汤时代也难免。一二郡有灾，也没有多少害处。”帝曰：“《洪范》里说雨天晴天，都是关乎人事，你这种话，是因为没有学问才说的。”马麟惭愧而退。马麟居言路，纠弹诸司无虚日。他曾署兵部事，只一天，就犯错，被人劾奏，从此稍稍收敛。在通政使司八年，在官任上去世。